# Laboratoire d'Annecy de physique des particules
Le Laboratoire d’Annecy de Physique des Particules, créé en 1976, est une Unité Mixte de Recherche (UMR 5814) dépendant du CNRS et de l’Université Savoie-Mont-Blanc. Il fait partie de l’Institut national de physique nucléaire et de physique des particules (IN2P3), institut du CNRS qui coordonne la recherche en physique nucléaire, en physique des particules et astroparticules et les développements technologiques associés.

## Présentation générale
Au LAPP, environ 150 personnes (chercheurs, doctorants, ingénieurs, techniciens et personnels administratifs) participent à des recherches ayant pour objet l’étude des constituants ultimes de la matière et de leurs interactions fondamentales, ainsi que l’exploration des connexions entre l’infiniment petit et l’infiniment grand. Il s’agit d’un laboratoire de recherche fondamentale et expérimentale. Il partage des locaux du CNRS avec une autre unité de recherche en physique théorique, le Laboratoire d'Annecy-le-Vieux de Physique Théorique (LAPTh) qui compte environ 45 personnes.
Situé sur le campus universitaire d’Annecy, le laboratoire se situe a proximité du CERN, à Genève, en Suisse.
Le LAPP est impliqué dans plusieurs projets scientifiques de dimension mondiale. Il fait partie de la COMUE Université Grenoble-Alpes (UGA). Son budget annuel est d’environ 15 millions d’euros.
Il collabore localement (au sein du sillon Alpin) avec le Laboratoire d'Annecy-le-Vieux de Physique Théorique (LAPTh), le Laboratoire souterrain de Modane (LSM), et le Laboratoire de physique subatomique et de cosmologie de Grenoble (LPSC). Le LAPP coordonne également le projet fédératif ENIGMASS, issu de ces collaborations, qui a reçu le label « Laboratoire d’excellence » (Labex) en 2012.

## Historique
Le LAPP est créé en 1976 sous l’impulsion de physiciens parisiens du CNRS désireux de se rapprocher du CERN. Les chercheurs du LAPP s’impliquent tout d’abord dans des expériences du CERN, comme UA1, puis ALEPH et L3 sur le collisionneur LEP, testant ainsi avec une grande précision les prédictions du modèle standard de physique des particules. En 1983, ils apportent une contribution à la découverte des particules Z0 et W+/- avec l’expérience UA1. Cette découverte fut récompensée par le Prix Nobel de physique en 1984. En 1993, le LAPP rejoint l’expérience BaBar au SLAC (en Californie), avec laquelle les chercheurs du LAPP ont contribué à la découverte de la « violation de CP », asymétrie entre la matière et l’anti-matière. Le succès de cette recherche a été salué par le Prix Nobel de physique 2008 décerné à M. Kobayashi et T. Maskawa pour leur prédiction de cet effet.
Les équipes ont contribué à la construction d’ATLAS, détecteur de particules auprès du LHC (successeur du LEP au CERN). En 2012, les collaborations ATLAS ET CMS annoncent la découverte du boson de Higgs, particule nécessaire à la cohérence de la théorie et responsable de la masse de toutes les particules élémentaires. En 2013, le Prix Nobel de physique est attribué aux théoriciens François Englert et Peter Higgs, qui avaient prédit l'existence de cette particule.
Les chercheurs et ingénieurs du LAPP sont toujours à la recherche de nouvelles particules et de déviations par rapport au Modèle Standard, avec les expériences ATLAS et LHCb, ainsi qu’à travers des projets de développements techniques pour concevoir les détecteurs et les collisionneurs de demain (CLIC, ILC),,.

### Années 1980
Dans les années 1980, les chercheurs du LAPP démarrent des activités hors du CERN avec la recherche des oscillations de neutrinos à Bugey, puis avec les expériences Nomad, Chooz et OPERA.

### Années 1990

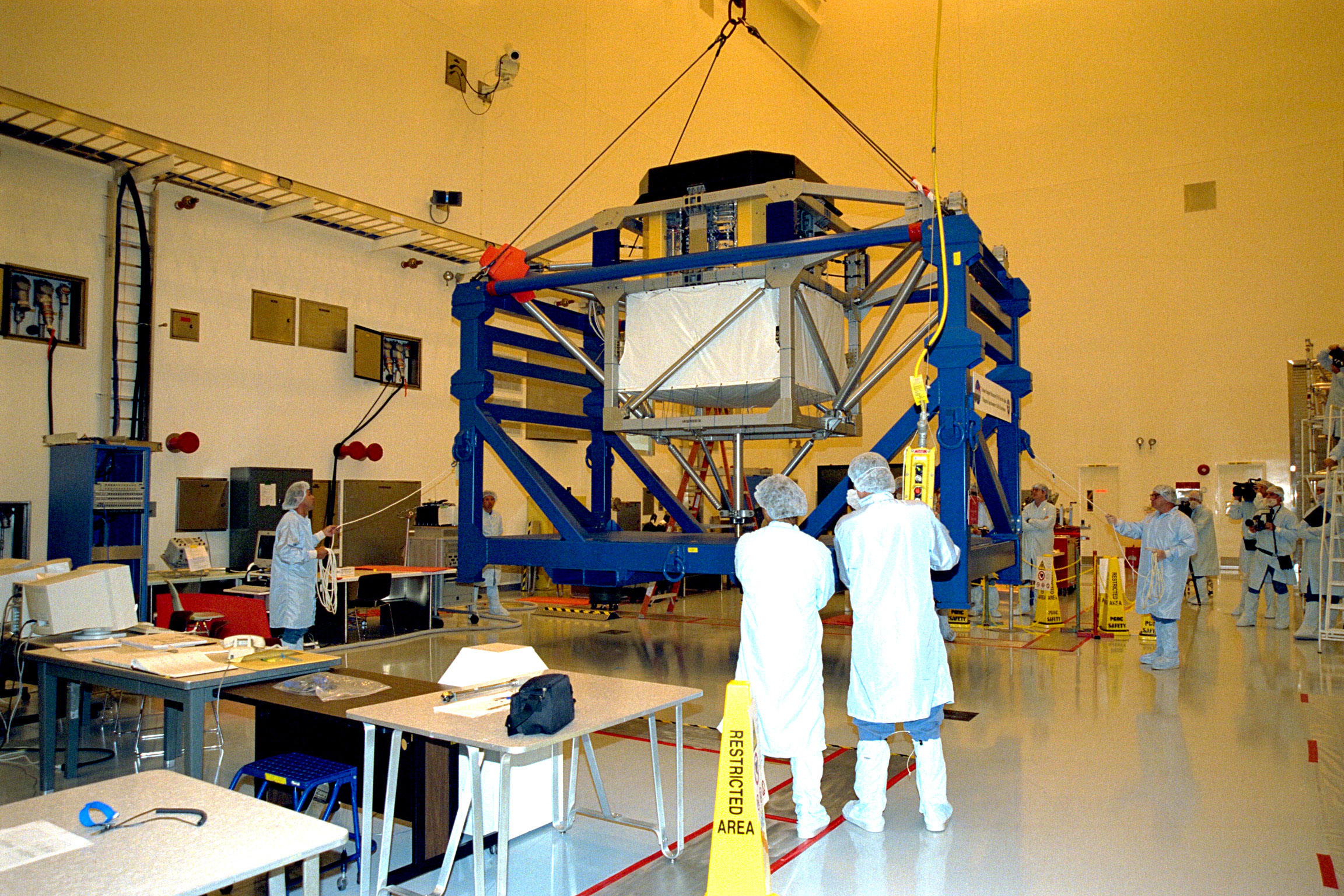
Le spectromètre AMS-1 avant son embarquement sur la navette spatiale STS-91 en 1998

Dans les années 1990, le LAPP élargi son champ d’activités avec des expériences tournées vers les astroparticules et l’observation du cosmos : Virgo, AMS, H.E.S.S, CTA et LSST. En 1989, les chercheurs du LAPP se sont attelés à la confirmation de l’existence des ondes gravitationnelles avec Virgo, interféromètre géant installé en Italie. Une avancée majeure a eu lieu en 2015 avec la première détection de ces ondes. Les scientifiques du LAPP ont grandement contribué à cette détection.
En 1998, le LAPP participe à la mission spatiale AMS-01, à bord de la navette Discovery de la NASA pour la mission STS-91. AMS est le premier détecteur physique de particules opérant dans l’espace. Il a pour but la recherche de la matière noire et de l’anti-matière dans l’univers. Le détecteur dans sa configuration finale est mis sur orbite sur la station spatiale internationale (ISS) en 2011.

### Années 2000
En 2005, le LAPP s’investit dans le projet pour l’observation du cosmos du réseau de télescopes HESS, en Namibie, à la recherche des phénomènes les plus violents de l’Univers. Puis les chercheurs du LAPP s’engagent dans la préparation du premier observatoire mondial d’astronomie gamma, CTA, actuellement en construction,.
Ces réalisations conduisent à des contacts nombreux avec le tissu industriel environnant et les autres laboratoires de l’USMB. C’est ainsi qu’en 2007 le projet MUST a vu le jour : mésocentre de calcul et de stockage, il est destiné en premier lieu aux laboratoires de l’Université Savoie Mont Blanc afin de satisfaire les besoins des chercheurs dans différentes disciplines, mais est également intégré dans la grille européenne, Tier2 du LHC et de CTA.

### Années 2010
En 2015, OPERA découvre l’oscillation de neutrinos muoniques en neutrinos tauiques. À la suite de cette découverte, le LAPP continue à s'engager dans des programmes de recherches sur les neutrinos (projets STEREO, SuperNEMO et WA105/DUNE).
Depuis 2016, le laboratoire s’attelle à la compréhension de l’énergie noire avec LSST,,.
En 2018, le LAPP prend la coordination internationale du projet européen H2020 ESCAPE,. ESCAPE rassemble des partenaires de l'astronomie et de la physique des particules qui collaborent pour la construction de l'European Open Science Cloud.
En 2019, une équipe du LAPP remporte le Cristal Collectif du CNRS pour sa contribution au développement des télescopes de grande taille (Large Size Telescopes) du réseau CTA.
En 2019, l'Espace découvertes EUTOPIA est inauguré au sein du laboratoire,,. A travers cet espace multimédia, le LAPP propose aux visiteurs (grand public, scolaires, associations...) de découvrir la physique autrement.

### Années 2020
En 2020, durant la pandémie de Covid-19, le LAPP mobilise le mésocentre de calcul MUST au profit de la recherche médicale pour étudier les stratégies du lutte contre la maladie. Le service mécanique du laboratoire a également fabriqué des visières de protection pour les soignants et les personnels confrontés à la Covid-19. En raisons des difficultés de déplacements  dues aux confinements, le LAPP a installé en 2021 une salle de contrôle à distance, afin d'opérer le téléscope LST-1 de CTA.
En 2020, grâce à un financement de l'Union Européenne et de la Région Auvergne-Rhône-Alpes via le fonds européen de développement régional (FEDER), le LAPP lance le projet IDEFICS (Informatique, données et entreprises pour la formation et l’innovation en calcul scientifique et pour la société), en partenariat avec le LISTIC et la Fondation USMB. IDEFICS a pour but d'accompagner les entreprises dans leur transition numérique, grâce aux ressources du mésocentre MUST,.
En 2023, à l'occasion de l'Année de la Physique, le LAPP inaugure une série d'événements grand public mensuels, les "Mercredis du LAPP",. L'initiative est renouvelée pour 2024 et 2025.
Depuis 2024, le LAPP coordonne le projet européen OSCARS, qui a pour objectif de favoriser l'adoption de la science ouverte en Europe,.

## Domaines de recherche
Les travaux menés au LAPP ont pour but l’étude de la physique des particules élémentaires et de leurs interactions fondamentales, ainsi que l’exploration des connexions entre l’infiniment petit et l’infiniment grand. Ceux-ci visent, entre autres, à comprendre l’origine de la masse des particules, à percer le mystère de la matière noire ou encore à déterminer ce qui est arrivé à l’anti-matière présente dans notre univers au moment du Big-Bang[réf. souhaitée].
C’est au sein de collaborations internationales que les équipes du LAPP poursuivent ces programmes expérimentaux auprès des grands accélérateurs ou des grands instruments destinés à l’observation des signaux en provenance du cosmos.

### Mesures aux accélérateurs, réacteurs et processus nucléaires

#### ATLAS
ATLAS est l’une des quatre expériences installées sur le grand collisionneur de hadrons (LHC, Large Hadron Collider) au CERN. Elle explore de nouveaux territoires de la matière, de l’énergie, de l’espace et du temps au LHC. Le détecteur ATLAS a été conçu pour comprendre notre Univers et son évolution. La collaboration étudie de nouveaux processus fondamentaux ainsi que la matière à l’échelle la plus petite jamais atteinte. Composée de scientifiques provenant de 38 pays du monde entier, elle a construit et fait fonctionner le détecteur pour enregistrer les collisions du LHC. Malgré sa grande taille et sa complexité, le détecteur permet de faire des mesures très précises. Les collisions enregistrées ont déjà donné lieu à des centaines de publications scientifiques, dont celle de la découverte du Boson de Higgs.

#### LHCb
L’expérience LHCb est une autre des quatre expériences du LHC. Elle est conçue pour explorer de façon précise les légères différences entre matière et antimatière ainsi que pour rechercher de nouvelles particules dans les désintégrations rares des hadrons B (particules contenant un quark b ou un antiquark b). Contrairement au détecteur ATLAS, qui est fermé autour du point de collision, LHCb observe principalement les particules émises à petits angles vers l’avant dans la direction d’un des faisceaux. Il pèse 5 600 tonnes, mesure 21 mètres de long, 10 mètres de large et 13 mètres de haut. La collaboration LHCb se compose d’environ 760 scientifiques venant de 69 laboratoires de 16 pays du monde entier.

#### CLIC/ILC
Le projet de Collisionneur Linéaire LC (International Linear Collider, ILC ou CLIC) vise à proposer un nouvel outil pour poursuivre l’étude des composants ultimes de la matière et de leurs interactions, aujourd’hui menée au LHC. Formé de deux accélérateurs se faisant face, le ILC accélèrera et fera entrer en collision des électrons et leurs antiparticules, des positons, à haute luminosité et à des énergies jusqu’à 15 fois supérieures aux précédents accélérateurs d’électrons. Ceci, combiné à l’interaction très précise de deux particules sans sous-structure qui s’annihilent, permettra de mesurer avec une grande précision les propriétés des particules, telles que le boson de Higgs, et pourrait également éclairer des nouveaux domaines de physique tel que celui de la matière noire,.
Dans le cadre de ce projet, le LAPP consacre une part importante de ses activités à la R&D sur des sujets potentiellement vecteurs d’innovation, comme la stabilisation active des faisceaux des futurs accélérateurs et la conception de détecteurs de nouvelle génération.

### Observation du cosmos

#### AMS
L’expérience AMS (Alpha Magnetic Spectrometer) a pour mission de déterminer la composition du flux des rayons cosmiques de haute énergie qui arrivent sur Terre, afin d’en savoir plus sur les sources de ce rayonnement et peut-être d’éclaircir certains des principaux mystères de notre Univers : l’absence d’antimatière et la nature de la matière noire. AMS est un détecteur de physique des particules, installé le 19 mai 2011 sur la station spatiale internationale par la navette américaine Endeavour (mission STS-134), en orbite à 400 kilomètres d’altitude. De conception très similaire aux expériences que l’on trouve auprès des accélérateurs de particules, ses différents instruments lui permettent de détecter le passage des rayons cosmiques, de mesurer leurs propriétés (charge électrique, énergie) et de déterminer leur nature, sans que ceux-ci ne soient perturbés ou absorbés par l’atmosphère terrestre.

#### Neutrinos: STEREO, SuperNEMO, Dune
Les neutrinos, particules élémentaires de très faible masse et de charge électrique nulle, traversent aisément la matière sans laisser de trace. Ils présentent des propriétés tout à fait étonnantes et ne cessent d’intriguer les chercheurs. Ils se déclinent en trois types appelés « saveurs » (électronique, muonique et tauique) et ils peuvent passer d’une saveur à l’autre par un phénomène appelé « oscillation ». Le LAPP est impliqué dans trois projets qui abordent une grande partie des questions fondamentales non résolues. Le neutrino est-il sa propre anti-particule ? SuperNEMO tentera de répondre à cette question en recherchant de la double désintégration bêta sans émission de neutrino (un type de radioactivité qui serait extrêmement rare). Existe-t-il une quatrième saveur de neutrino ? L’expérience STEREO étudiera très précisément les (anti)neutrinos issus d’un réacteur nucléaire pour y déceler des oscillations qui seraient la preuve de l’existence d’un quatrième type de neutrino (neutrino stérile). Les anti-neutrinos se comportent-ils différemment des neutrinos ? Le futur détecteur géant DUNE étudiera les différences entre neutrinos et anti-neutrinos.

#### Astronomie gamma: H.E.S.S., CTA
L’astronomie gamma a pour but d’identifier les origines du rayonnement cosmique, de mieux comprendre les phénomènes astrophysiques violents, de sonder la matière noire de l’Univers et de tester certaines lois fondamentales de la physique. Les rayons gamma sont issus d’interactions de particules chargées accélérées à très haute énergie.
Aujourd’hui, l’exploration de ces rayons ouvre une nouvelle fenêtre sur le cosmos grâce au projet H.E.S.S. (High Energy Stereoscopic System) situé en Namibie, actuellement la plus grande expérience au monde destinée à l’observation des rayons gamma.
CTA (Cherenkov Telescope Array), est un observatoire de nouvelle génération actuellement en construction sur deux sites, au Chili et en Espagne. Il assurera une couverture spectrale complète du domaine des hautes énergies, cartographiera l’ensemble du ciel et explorera plus profondément l’espace extragalactique.

#### Ondes gravitationnelles: Virgo
Le détecteur Virgo est un interféromètre géant destiné à l’observation des ondes gravitationnelles. Il est situé au sud de Pise, en Italie, et fait partie, avec les détecteurs américains LIGO, d’un réseau international d’observatoires d’ondes gravitationnelles. Virgo est une collaboration européenne constituée d’environ 200 chercheurs, ingénieurs et techniciens répartis dans une vingtaine de laboratoires en France, Italie, Pays-Bas, Hongrie, Pologne et Espagne,.
Les ondes gravitationnelles sont des déformations de l’espace-temps prédites en 1916 par la théorie de la Relativité Générale d’Albert Einstein. Elles sont générées lors de cataclysmes cosmiques comme la fusion de deux trous noirs. Elles modifient les distances sur leur passage. L’observation de ces ondes ouvre une nouvelle façon de voir l’Univers et permettra une meilleure compréhension de la gravité[réf. souhaitée].

#### LSST
Le "Large Synoptic Survey Telescope" (LSST) est un télescope terrestre à très grand champ conçu pour imager de manière répétée et régulière l'ensemble du ciel visible. Actuellement en cours de construction sur le Cerro Pachón au Chili, il devrait être opérationnel à partir de 2022. La résolution de ses images, la largeur de son champ de vision et sa rapidité doteront le LSST de capacités d'observation inégalées. L'instrument LSST a été optimisé pour couvrir de nombreux domaines scientifiques dont la cosmologie, et devrait ainsi permettre de mieux comprendre l'énergie noire et la matière noire.

## Les plateformes du LAPP
Le LAPP valorise son savoir-faire par des actions interdisciplinaires au sein de l’université, par des accords de collaboration avec le monde industriel et également dans des projets européens d’envergure.

### Calcul et stockage informatique: MUST
La plateforme MUST, méso-centre de calcul et de stockage, a été mise en œuvre par le LAPP et l’Université Savoie Mont Blanc afin de répondre aux besoins de calcul et stockage des chercheurs, et cela quelles que soient les disciplines scientifiques. Hébergée dans une salle de 180 m2, cette plateforme répond à la fois aux besoins de calcul HPC (High Performance Computing) et HTC (High Throughput Computing), en permettant l’exécution de plusieurs milliers de tâches de calculs simultanément, mais aussi aux problématiques des grands volumes de données et de leur gestion,.

### Calcul scientifique: ASTERICS et Geant4
Dans le cadre du projet ASTERICS H2020, le LAPP pilote des développements logiciels et des solutions de calcul haute performance et de gestion du BigData pour les expériences de physique des astroparticules, d’astronomie et de cosmologie.
Le LAPP est également un membre historique de la collaboration mondiale Geant4, un logiciel de simulation des interactions des particules avec la matière. Développée pour la recherche en physique des particules, ses applications incluent désormais la physique nucléaire, le spatial et le médical.

### Mesure et contrôle vibratoire: LAVista
Fort de son savoir-faire en instrumentation mécatronique pour la mesure et le contrôle actif des vibrations et dans le cadre de son programme de R&D en instrumentation, le LAPP développe un capteur adapté à la mesure et au contrôle des vibrations naturelles du sol avec un niveau de bruit très faible, sur une plage de fréquences allant de 0,15 Hz à 250 Hz. Cette technologie brevetée a été spécialement conçue pour la stabilisation active des grands instruments scientifiques, notamment les futurs accélérateurs linéaires, mais est également adaptable à d’autres applications pluridisciplinaires.

## Transmission des savoirs

### Formation
Une douzaine de doctorants effectuent leurs premiers travaux de recherche dans les différentes équipes du LAPP, laboratoire d’accueil de l’école doctorale de physique de Grenoble[réf. souhaitée].
Chaque année une vingtaine de stagiaires de tous niveaux (DUT, Licence, Master, Écoles d’ingénieurs) sont accueillis au sein du laboratoire dans les équipes de recherche ou les services support.

### Enseignement
Avec le LAPTh, les enseignants-chercheurs et plusieurs techniciens et ingénieurs du LAPP assurent des enseignements dans les trois niveaux universitaires (Licence, Master, Doctorat), à l’IUT d’Annecy et dans plusieurs filières de l’École d’Ingénieurs Polytech’ Annecy-Chambéry.
Tous les ans en juillet, le LAPP organise l’école GraSPA ayant pour but de donner à des étudiants de 3e année de licence ou de 1re année de Master une introduction à la physique des particules et des astroparticules.
Les physiciens du LAPP contribuent également aux enseignements de l’école ESIPAP (European School of Instrumentation in Particle and Astroparticle Physics) qui a été créée en 2014 à l’initiative du laboratoire d’excellence ENIGMASS.
Depuis 2023, le LAPP organise l'école d'été Gray Scott, dédiée au calcul haute performance.

### Diffusion de la culture scientifique
Tous les deux ans, le LAPP, accompagné du LAPTh, ouvre ses portes au public lors de la Fête de la Science. À travers des stands, différents parcours et des conférences, chercheurs, enseignants-chercheurs, ingénieurs, techniciens et doctorants partagent leur enthousiasme et leur passion en faisant découvrir à tous les âges les secrets et dernières avancées en physique des particules.
Chaque année, le LAPP participe également aux « Masterclasses » organisées par le CERN. Les élèves et professeurs d’une classe de filière scientifique sont accueillis pendant une journée et initiés à la recherche en physique des particules en manipulant de vraies données du LHC.
Depuis 2023, le LAPP organise des événements une fois par mois à destination du grand public, appelés "Les Mercredis du LAPP",,.

#### EUTOPIA: une plateforme destinée à la diffusion des savoirs
Inauguré en 2019, l'Espace découvertes EUTOPIA permet aux équipes du LAPP et du LAPTh de faire découvrir la physique à tous types de visiteurs lors d'événements dédiés,.